# Вознесенский, Игорь Матвеевич
И́горь Матве́евич Вознесе́нский (2 июня 1948 года, Москва) — советский и российский кинорежиссёр, сценарист, автор текстов песен, телеведущий и журналист.

## Биография
Игорь Вознесенский родился 2 июня 1948 года в Москве. Учился в институте физкультуры в Смоленске. Работал осветителем учебной киностудии ВГИКа (1966—1967). В 1971 году окончил режиссёрский факультет ВГИКа (мастерская Сергея Герасимова и Тамары Макаровой), дипломная работа — короткометражный фильм «Сердце, вздрогни!».
Большинство ранних картин Вознесенского сняты на Киностудии имени М. Горького в Третьем творческом объединении, многие в её Ялтинском филиале.
Являлся режиссёром документального цикла «Криминальная Россия». Снял 30 документальных фильмов в рамках этого проекта.
В начале 2000-х годов был ведущим программы «Дежурная часть» на телеканале «РТР». В 2006—2007 годах был ведущим программы «Их разыскивает милиция» на «Первом канале». В 2013 году этот же проект был возрождён Игорем под названием «Их разыскивает полиция» на телеканале «Перец». В нём Игорь Вознесенский также выступает в качестве ведущего.
С 2008 года является членом редакционного совета журнала «Участковый».
В 2009—2010 годах читал закадровый текст в некоторых выпусках программы «Первая кровь» («НТВ»).
В 2014 году — ведущий программы «Криминальная Россия: Развязка» («ТВ Центр»).

## Семья
Жена (1973—2010) — Елена Ярославовна Валаева (1953—2010), советская киноактриса. Похоронена в Москве на Хованском кладбище.
- Сын — Антон Игоревич Вознесенский (род. 1974). В юном возрасте мальчик сыграл небольшие роли в двух картинах своего отца — «Признать виновным» (1983) и «Внимание! Всем постам…» (1985), но актёрскую профессию не стал выбирать. Живёт в Канаде.

## Фильмография

### Режиссёрские работы
- 1970 — Детям до 16-ти...
- 1974 — Жребий
- 1975 — Потрясающий Берендеев
- 1976 — Будёновка
- 1977 — Кольца Альманзора
- 1977 — Четвёртая высота
- 1979 — Акванавты
- 1981 — Остаюсь с вами
- 1983 — Признать виновным
- 1985 — Внимание! Всем постам…
- 1986 — Где ваш сын?
- 1989 — Идеальное преступление
- 1991 — Фирма приключений
- 1992 — Чужая игра
- 2007 — Месть — искусство

#### Режиссёр сюжетов киножурнала «Ералаш»
- 1987 — Выпуск № 64 (сюжет «Улика»)
- 1987 — Выпуск № 65 (сюжет «О чём молчали газеты»)
- 1989 — Выпуск № 73 (сюжет «Поезд ушёл»)

### Сценарные работы
- 1979 — Акванавты — (фантастика)
- 1985 — Внимание! Всем постам… — (приключения)
- 1986 — Где ваш сын? — (социальная драма)
- 1991 — Фирма приключений — (детектив)

### Актёрские работы
- 1972 — Бой с тенью
- 1979 — Акванавты
- 1981 — Оленья охота
- 1990 — Бес в ребро — Шкурдюк
- 2018 — Динозавр — ведущий

### Озвучивание текста
- 2007 — В распоряжение конвоя... — учебный фильм по заказу МВД РФ

## Тексты песен
- Песни в фильме «Будёновка»
  - Музыка: Евгений Крылатов;
- Песни в фильме «Кольца Альманзора»
  - Музыка: Евгений Крылатов;
- Песня в фильме «Конец императора тайги»
  - Музыка: Евгений Крылатов;
- Песня «Пообещайте мне любовь» для фильма Акванавты:
  - Музыка: Евгений Крылатов;
  - Исполнение песни в фильме: Татьяна Дасковская